# A cerca da vila e a barbacã (Castelo Branco)

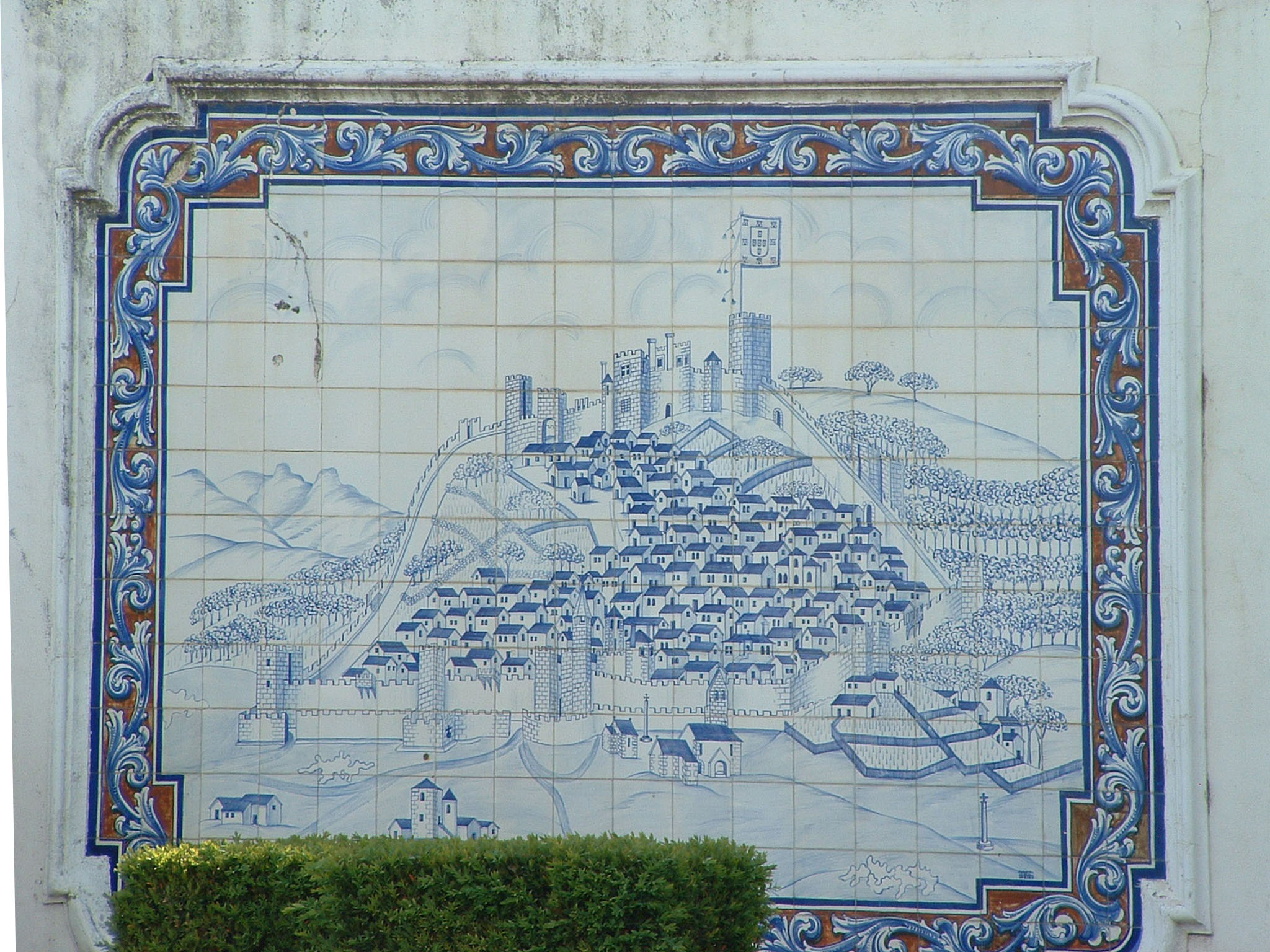
Painel de azulejos do Jardim do Paço Episcopal. Representa a vila de Castelo Branco cercada por uma muralha, numa perspetiva de Duarte d'Armas.

A Cerca da Vila e a barbacã, Cerca da Vila ou Cerca urbana é uma muralha que circunscrevia a, então, vila de Castelo Branco. Foi construida de modo a começar e acabar o seu perímetro no Castelo de Castelo Branco.

## A vila
Aquando a construção do castelo, a vila não tinha dimensão que justificasse a construção de uma cerca. O castelo seria suficiente para abrigar todos os moradores, em caso de perigo.
A posterior construção da cerca testemunha a existência de uma povoação grande. Esta simples observação leva à reflexão de que a Castelo Branco medieval progrediu bastante no séc XIII. No início teria apenas o castelo e passado cerca de um século, tendo a vila crescido, as casas foram cercadas com uma muralha, que foi mandado construír possivelmente por D. Afonso IV.

## A cerca
Desenvolvendo-se Castelo Branco na encosta do monte da Cardosa, cerca de 150 anos após a construção do castelo, sob o reinado de D. Afonso IV, a Ordem de Cristo iniciou a construção da cerca da vila, uma muralha com onze torres. Era rasgada por quatro portas por onde se acedia à vila e que nos indicam a localização dos caminhos medievais na região, que eram as herdeiras das antigas estradas romanas.
Os desenhos de Duarte de Armas, das vistas da via tiradas das bandas de nordeste e sueste, representam a vila cercada por uma muralha cujo percurso se pode identificar e que nos dias de hoje pode ser seguida em toda a sua extensão, perdendo-se em alguns locais por ter sido aproveitada para alicerces de algumas casas e pela abertura de ruas.

## A barbacã

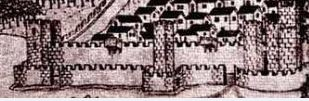
Pormenor do desenho de Duarte de Armas mostrando a barbacã

No século XV, sob o reinado de João I de Portugal, foi erguida a barbacã, um pequeno muro que cercava a muralha em todo o seu perímetro, do qual não resta o mínimo vestígio. A barbacã é inequivocamente posterior às muralhas da vila e servia para proteger a muralha dos impactos da artilharia.